# ماریا قامباریان
ماریا استپانی قامباریان (ارمنی: Մարիա Ստեփանի Ղամբարյան؛ زادهٔ ۱ اکتبر ۱۹۲۵) نوازنده پیانو و کارشناس آموزشی و پرورشی اهل ارمنستان است.

## زندگی‌نامه
وی در ۱ اکتبر ۱۹۲۵ در ایروان، ارمنستان به دنیا آمد و از کنسرواتوار مسکو فارغ‌التحصیل شد. استپان قامباریان (شیمی‌دان) پدر وی است. وی برنده جوایزی همچون مدال موسس خورناتسی (۲۰۱۶)، هنرمند شایسته ارمنستان شوروی (۱۹۶۶) و هنرمند شایسته فدراسیون روسیه (۲۰۰۵) و مدال کومیتاس اتحادیه آهنگسازان ارمنستان است.